# Erdbeben von Aleppo 1138

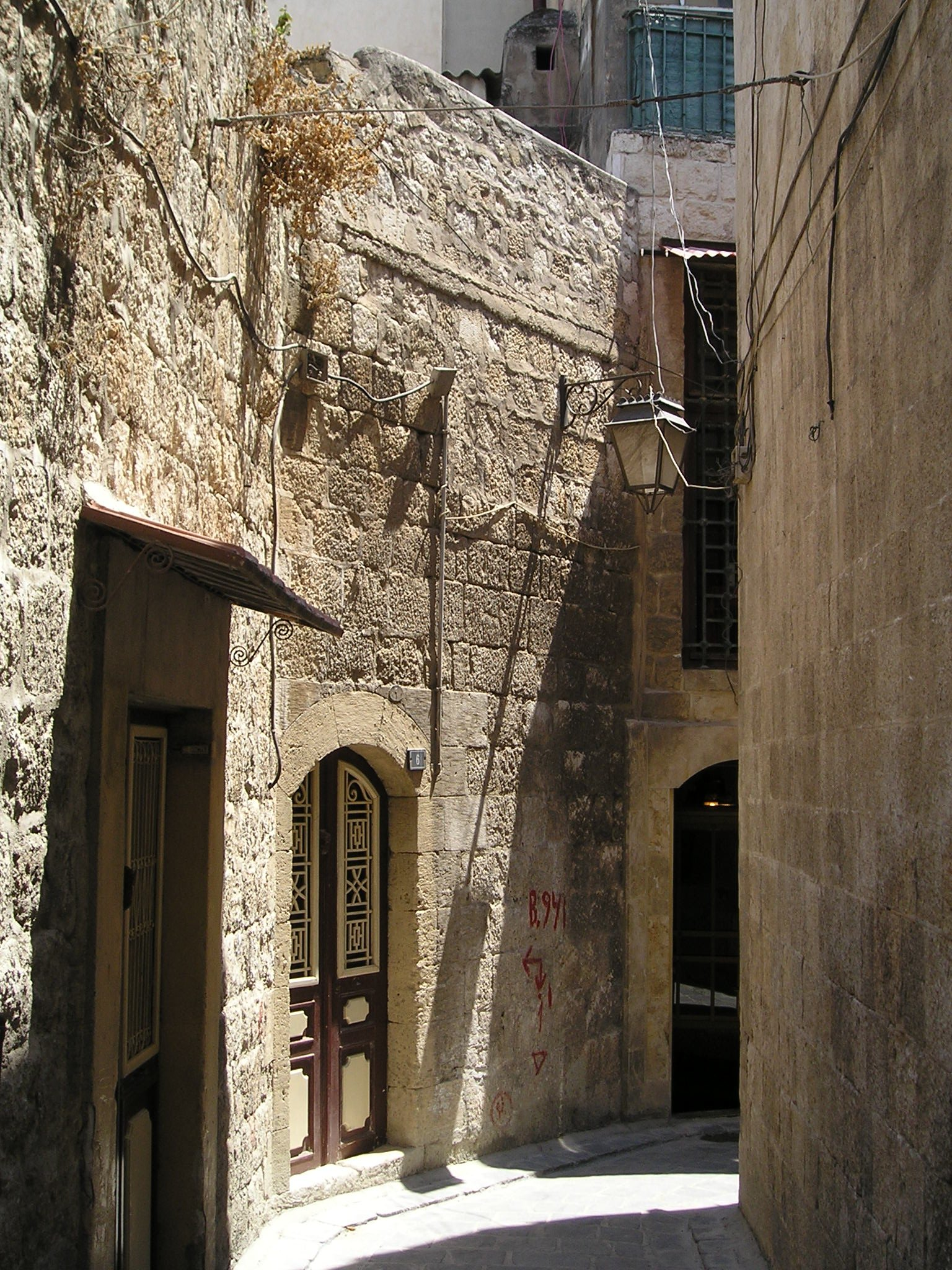
Ayda alley, Aleppo Christian Quarter

Das Erdbeben von Aleppo ereignete sich am 11. Oktober 1138 in der Nähe der Stadt Aleppo im Syrien. Das Beben richtete enorme Schäden an und tötete etwa 230.000 Menschen.

## Die tödlichsten Erdbeben aller Zeiten
| Rang | Ereignis                         | Standort                                         | Getötete        |
| ---- | -------------------------------- | ------------------------------------------------ | --------------- |
| 1    | Erdbeben in Shaanxi 1556         | Shaanxi, China                                   | 820.000–830.000 |
| 2    | Erdbeben von Haiyuan 1920        | Ningxia-Gansu, China                             | 273.400         |
| 3    | Beben von Tangshan 1976          | Hebei, China                                     | 242.769         |
| 4    | Erdbeben von Antiochia 526       | Antiochien, Türkei (damals Byzantinisches Reich) | 240.000         |
| 5    | Erdbeben im Indischen Ozean 2004 | Indischer Ozean, Sumatra, Indonesien             | 230.210 +       |
| 6    | Erdbeben von Aleppo 1138         | Aleppo, Syrien                                   | 230.000         |
| 7    | Erdbeben von Hongdong 1303       | Shanxi, China                                    | 200.000         |
| 8    | Erdbeben von Damghan 856         | Damgan, Iran                                     | 200.000         |